# Lance Reventlow
 Count Lance von Haugwitz-Hardenberg-Reventlow  va ser un pilot de curses automobilístiques estatunidenc que va arribar a disputar curses de Fórmula 1.
Lance Reventlow va néixer el 24 de febrer del 1936 a Londres, Anglaterra i va morir el 24 de juliol del 1972 a Aspen, Colorado, Estats Units.

## A la F1
Va debutar a la segona cursa de la temporada 1960 (l'onzena temporada de la història) del campionat del món de la Fórmula 1, disputant el 29 de maig del 1960 el GP de Mònaco al Circuit de Montecarlo.
Lance Reventlow va participar en quatre proves puntuables pel campionat de la F1, disputades totes en la temporada 1960 no aconseguint finalitzar cap cursa i no assolí cap punt pel campionat del món de pilots.

## Resultats a la Fórmula 1
| Any  | Equip                      | Xassís | Motor  | 1   | 2       | 3   | 4       | 5       | 6   | 7       | 8   | 9   | 10  | Posició | Punts |
| ---- | -------------------------- | ------ | ------ | --- | ------- | --- | ------- | ------- | --- | ------- | --- | --- | --- | ------- | ----- |
| 1960 | Reventlow Automobiles Inc. | Scarab | Scarab | ARG | MON NVQ | 500 | HOL NVS | BEL Ret | FRA |         |     |     |     | -       | 0     |
| 1960 | Cooper Car Company         | Cooper | Climax |     |         |     |         |         |     | GBR NVS | POR | ITA | USA | -       | 0     |

### Resum
| Curses: | Victòries: | Pòdiums: | Poles: | Voltes ràpides: | Punts: |
| ------- | ---------- | -------- | ------ | --------------- | ------ |
| 4       | 0          | 0        | 0      | 0               | 0      |